# Browand Bill

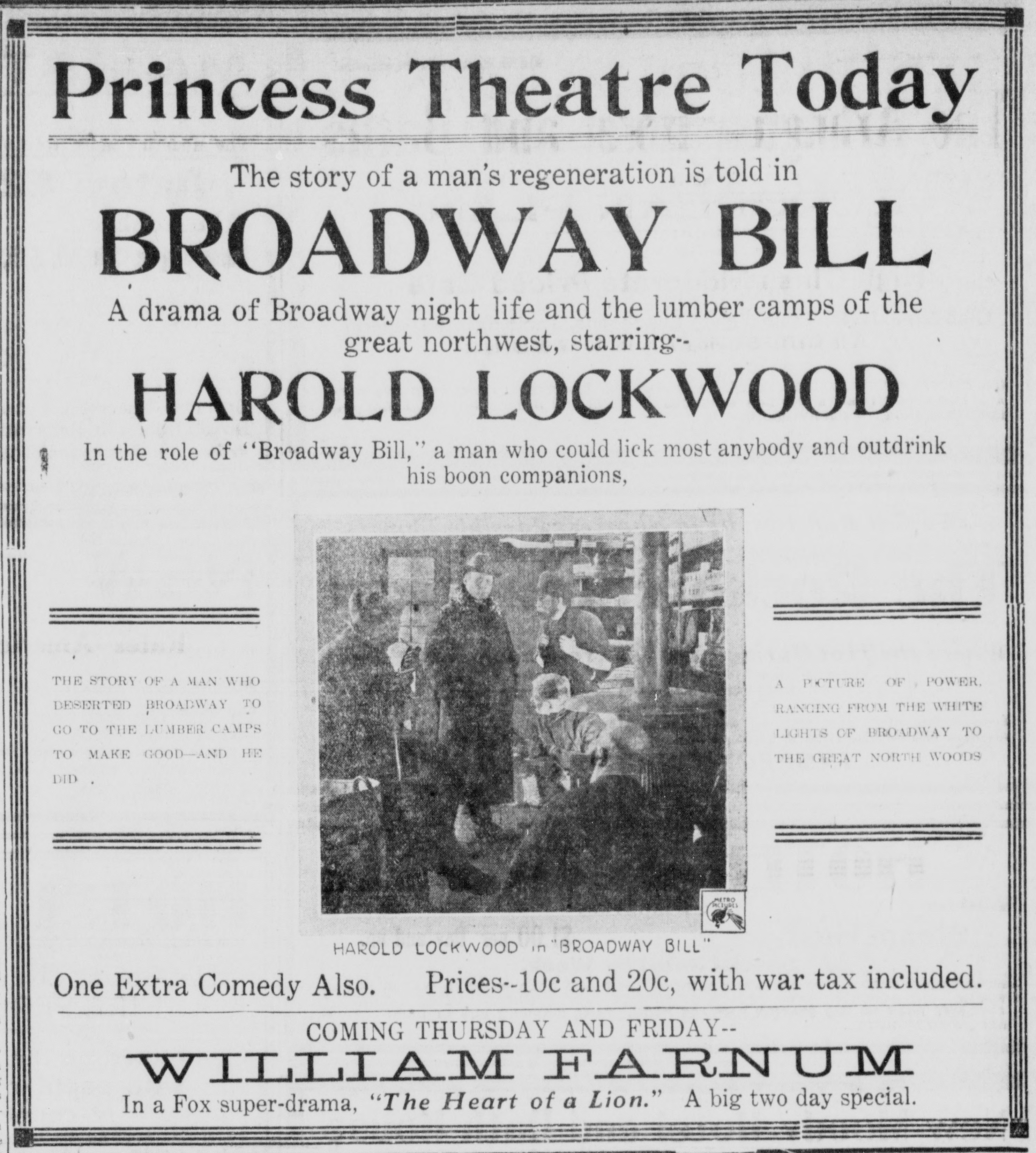

Browand Bill (Broadway Bill) è un film muto del 1918 scritto e diretto da Fred J. Balshofer. Prodotto dalla Yorke Film Corporation, il film, che aveva come direttore della fotografia Tony Gaudio, fu interpretato da Harold Lockwood, Martha Mansfield,Cornish Beck, Raymond Hadley, Stanton Heck, William Black, William Clifford.

## Trama
"Broadway Bill" Clayton è un giovane di New York, amante della vita mondana e bevitore accanito. Per riconquistare l'amore di Muriel Latham, la sua ragazza, se ne va nel Maine, sperando che il duro lavoro in un campo di boscaioli lo possa aiutare a combattere il vizio del bere e a fargli mettere la testa a posto. Il caposquadra, Buck Hardigan, è un losco figuro, ladro e trafficante, che ha rubato lo sciroppo d'acero di Underwood, il proprietario della concessione, e adesso sospetta che il nuovo venuto possa essere una spia, inviato nel campo per sorvegliarlo. Deciso a sbarazzarsi di Bill, gli prepara più di una trappola, ma il giovane riesce a cavarsela, sopravvivendo a tutte le insidie e finendo per scontrarsi con il suo avversario. Sconfitto Hardigan in un combattimento, Bill viene eletto caposquadra. Tutto sembra andare per il verso giusto: anche l'alcol sembra essere una battaglia vinto. Ma, quando legge su un giornale che Muriel si è fidanzata con un altro, Bill riprende a bere. La notizia, però, si rivela falsa. Muriel, in visita al campo, chiarisce l'equivoco e Bill diventa anche un eroe dopo aver salvato il fratello Jack durante una tempesta di neve.

## Produzione
Il film fu prodotto dalla Yorke Film Corporation.

## Distribuzione
Il copyright del film, richiesto dalla Metro Pictures Corp., fu registrato il 5 febbraio 1918 con il numero LP12034. Distribuito dalla Metro Pictures Corporation, uscì nelle sale cinematografiche statunitensi l'11 febbraio 1918. In Italia, distribuito dalla SPE, ottenne nel 1919 il visto di censura numero 14684.
In Danimarca, fu distribuito l'8 ottobre 1919; in Finlandia, il 6 dicembre 1920; in Ungheria, l'11 aprile 1921.
Non si conoscono copie ancora esistenti della pellicola che viene considerata presumibilmente perduta.